# Geoparque

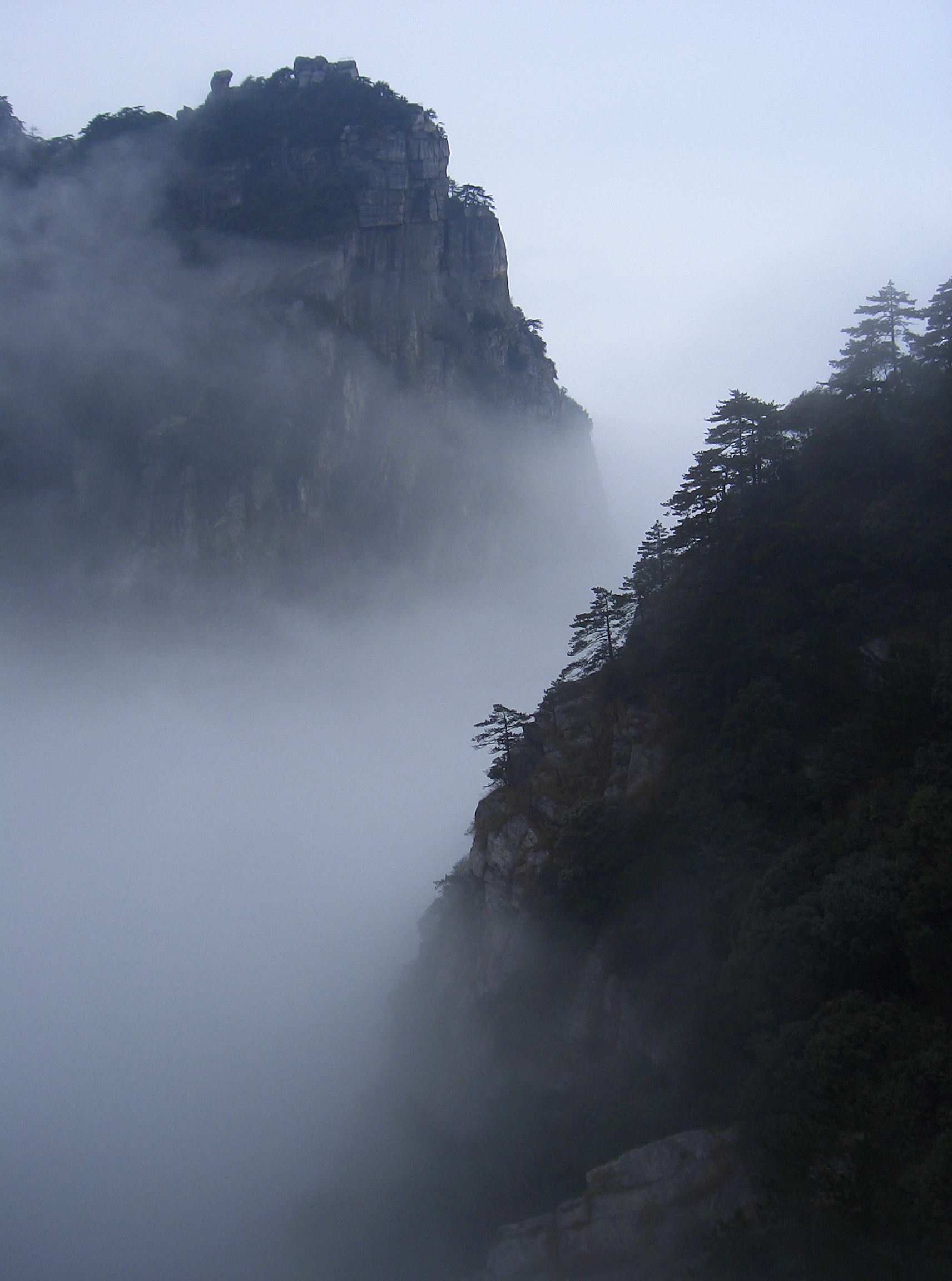
O nevoeiro cobre as montanhas no Geoparque Lushan, China

Um geoparque (geopark em inglês) ou parque geológico é uma área protegida que tem como elemento principal seu patrimônio geológico.

Mapa de localização dos 147 Geoparques Globais da UNESCO (UGGp) – 2020

## Definição
Segundo a definição da UNESCO, um geoparque é "um território de limites bem definidos com uma área suficientemente grande para servir de apoio ao desenvolvimento sócio-económico local". Deve abranger um determinado número de sítios geológicos (geossítios) de relevo ou um mosaico de entidades geológicas de especial importância científica, raridade e beleza, que seja representativa de uma região e da sua história geológica, eventos e processos. Poderá possuir não só significado geológico, mas também ao nível da ecologia, arqueologia, história e cultura."

## Geoparques Mundiais da UNESCO
Os Geoparques Mundiais da UNESCO (UGGp, UNESCO Global Geoparks) são geoparques - áreas focadas na proteção e celebração de recursos geológicos - reconhecidos como sendo de excelência mundial pela Organização das Nações Unidas para a Educação, a Ciência e a Cultura (UNESCO).
Os UGGps tem raízes na Rede de Geoparques Mundiais (GGN, Global Geoparks Network), fundada em 2004 através de uma parceria entra a UNESCO e a União Internacional de Ciências Geológicas (IUGS).
Em 2015, os estados membros da UNESCO ratificaram a troca para o nome atual.
A rede foi criada para conservar o patrimônio geológico da Terra, bem como para promover a pesquisa e o desenvolvimento sustentável pelas comunidades envolvidas.

## Rede Europeia de Geoparques
Quatro geoparques da Alemanha, Espanha, França e Grécia assinaram um protocolo em 2000 para a formação da organização Rede Europeia de Geoparques. Esta rede integra em 2009 34 parques de 13 países diferentes.

## Portugal
Em Portugal existem cinco geoparques reconhecidos como Geoparques Mundiais da UNESCO: o Geoparque Naturtejo, o Geoparque Arouca, o Geoparque Açores, o Geoparque Terras de Cavaleiros e o Geoparque Estrela. Existem ainda três geoparques aspirantes a Geoparques Mundiais da UNESCO: o Geoparque Litoral de Viana do Castelo, o Geoparque Oeste e o Geoparque Algarvensis.

## Brasil
No Brasil existem seis Geoparques Mundiais da UNESCO: O geoparque Araripe (CE) foi o primeiro a ser reconhecido, em 2006. Os geoparques Seridó (RN) e dos Caminhos dos Cânions do Sul (RS e SC), reconhecidos em 2022. Em 2023, foram reconhecidos os geoparques de Caçapava do Sul (RS) e da Quarta Colônia (RS). Em 2024, foi reconhecido o geoparque Uberaba, primeiro de Minas Gerais e da região Sudeste.